# Jan Gielens (filosoof)
Jan Gielens (geboren 1937) is een Belgisch uitvinder, filosoof en geloofsleider van Kreatieve Energie. Hij richtte de beweging in de jaren '70 op en beweert de opvolger van Christus te zijn.
Gielens studeerde industriële vormgeving en heeft sinds 1983 financiële projecten op touw gezet. Hij stelde het Eclips-project voor, een project rond een speedboat dat  3 miljoen frank zou kosten. Een tweede project met de naam Flying Fish zou 18 miljoen frank kosten. In 1986 stelde hij het Shark-project voor. Ondanks investeringen waren zijn uitvindingen volgens de parlementaire onderzoekscommissie geen succes. In 1990 bedacht Gielens een educatief platform. 
De parlementaire commissie vermeldt dat Gielens niet is in geslaagd om een productie-octrooi te verkopen.